# Timecode display

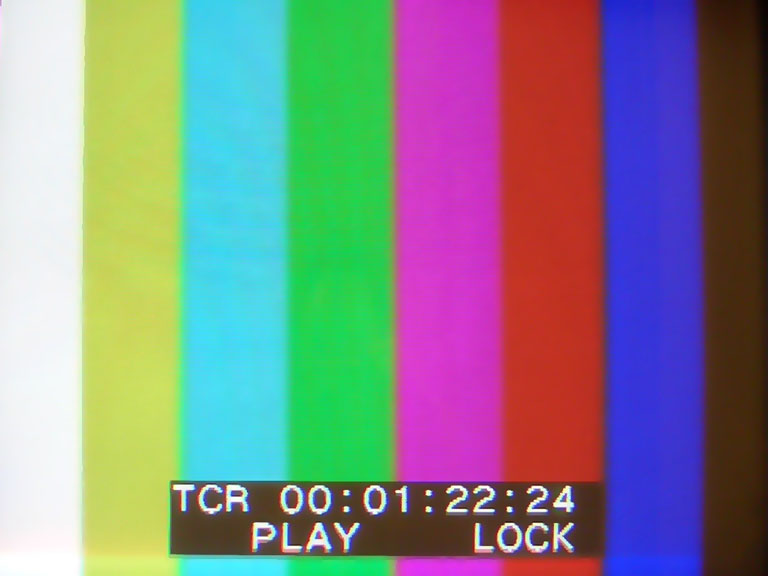
Barre colore con timecode display. Si noti anche la scritta che indica che la macchina è in play e sincronizzata correttamente con le temporizzazioni del nastro.

Il timecode display è una tecnica che consente di visualizzare una versione direttamente leggibile del Timecode SMPTE, inserita nell'immagine televisiva. Di solito questa tecnica viene utilizzata su una delle uscite monitorie di videoregistratori e apparati simili, oppure viene registrata su copie del materiale originale, come riferimento o come base per il montaggio offline, di solito su un DVD o un nastro VHS. 
La maggior parte dei videoregistratori per uso professionale può inserire il timecode su un segnale video composito oppure SDI da usare come monitoria, insieme di solito allo stato della macchina e, di volta in volta, messaggi di errore o menu di configurazione.
I nastri registrati con il timecode visualizzato sono noti in gergo come copie timecodate o copie TC display.

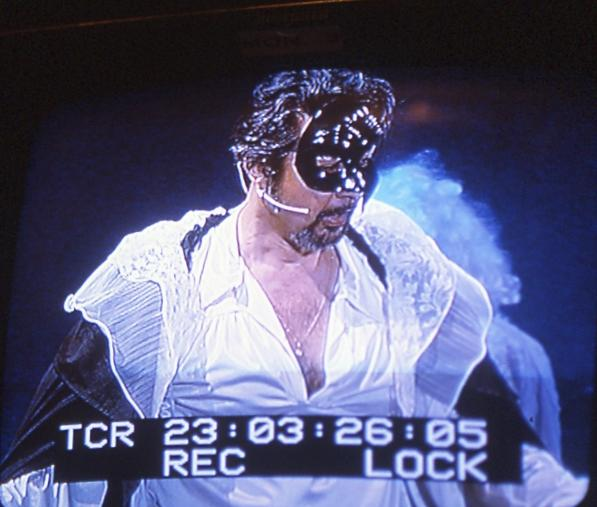
Esempio di Timecode display visto sull'uscita monitoria di un videoregistratore betacam SP. In questo caso la macchina è in registrazione.

Il timecode può essere inserito sul video anche da un dispositivo appositamente dedicato, detto "inseritore di timecode", che riceve in ingresso il video e il timecode e li combina in uscita. Il timecode in ingresso può essere ricavato sia dal Timecode verticale presente sul video che da un timecode longitudinale separato.
Generatori/lettori di timecode indipendenti hanno di solito la stessa funzione come opzione.  
Alcuni tipi di telecamera amatoriale, come le telecamere DV, possono leggere il timecode dal nastro e inserirlo sulla loro uscita video, insieme ad altre informazioni di funzionamento. Questo avviene sul video composito in uscita dalla telecamera ma non sul flusso digitale firewire. Sul video acquisito tramite questa interfaccia, invece, il timecode è presente nei metadati, e alcuni software, come DVMP Pro, sono in grado di inserirlo in maniera visibile sul video in formato AVI DV.
In alcuni casi, i moderni sistemi di montaggio possono impiegare delle tecniche OCR per leggere il timecode display se non ne è disponibile alcun altro tipo ma, solitamente, in questo case si acquisisce il materiale con un timecode generato al momento dell'acquisizione.